# Frayssinet-le-Gélat
Frayssinet-le-Gélat é uma comuna francesa na região administrativa de Occitânia, no departamento de Lot. Estende-se por uma área de 23,14 km². Em 2010 a comuna tinha 367 habitantes (densidade: 15,9 hab./km²).